# Веселе (Чумаківська сільська громада)
Весе́ле — село в Україні, в Чумаківській сільській громаді Дніпровського району Дніпропетровської області. Населення за переписом 2001 року становить 39 осіб.

## Географія
Село Веселе знаходиться в степу за 3,5 км від лівого берега річки Чаплинка, примикає до села Нововасилівка.

## Населення

### Мова
Розподіл населення за рідною мовою за даними перепису 2001 року:
| Мова       | Відсоток |
| ---------- | -------- |
| українська | 97,4 %   |
| російська  | 2,6 %    |